# 1914 no Brasil
Esta é uma cronologia dos fatos acontecimentos de ano 1914 no Brasil.

## Incumbentes
- Presidente do Brasil - Hermes da Fonseca (15 de novembro de 1910 - 15 de novembro de 1914)
- Presidente do Brasil - Venceslau Brás (15 de novembro de 1914 - 15 de novembro de 1918)

## Eventos
- 1 de março: Na eleição presidencial, o vice-presidente Venceslau Brás é eleito presidente do Brasil.[1]
- 4 de agosto: O Brasil declara neutralidade na Primeira Guerra Mundial.
- 26 de agosto: Fundada por imigrantes italianos a Sociedade Esportiva Palmeiras.
- 15 de novembro: Venceslau Brás toma posse como o nono presidente do Brasil.[2]
- 2 de junho: Na capital do Ceará, foi fundado o Ceará Sporting Club

## Nascimentos
- 30 de janeiro: Carlos Lacerda, jornalista e político (m. 1977).
- 12 de janeiro: Orlando Villas-Bôas, sertanista e indigenista (m. 2002).
- 14 de março: Carolina de Jesus, escritora negra (m. 1977)

## Mortes
- 20 de maio: Comendador Jacintho Nunes Leite, empresário (n.  1840)
- 6 de junho: Artur Jaceguai, militar, nobre e escritor (n. 1843).
- 18 de junho: Sílvio Romero, poeta (n. 1851).
- 12 de novembro: Augusto dos Anjos, poeta (n. 1884).